# Deutscher Schriftstellerkongreß 1950

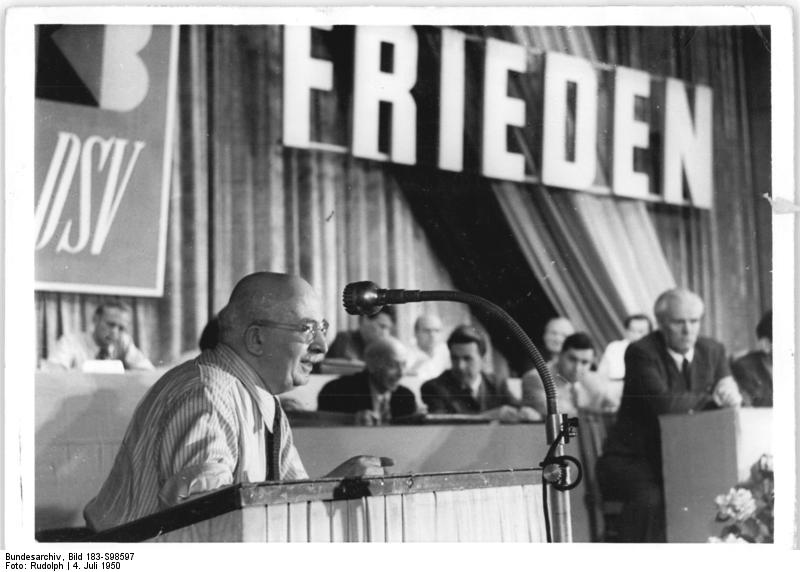
Rede von Arnold Zweig

Der Deutsche Schriftstellerkongreß 1950 fand vom 4. bis 6. Juli 1950 in Ost-Berlin statt.

## Vorgeschichte
1947 hatte es erstmals nach dem Zweiten Weltkrieg einen gesamtdeutschen Schriftstellerkongreß gegeben, an dem Autoren aus allen vier Besatzungszonen teilnahmen. Bei einem bald darauf folgenden  zweiten Schriftstellerkongreß in Frankfurt am Main waren nur noch Teilnehmer aus den westlichen Zonen beteiligt.
Im Oktober 1949 wurde die Deutsche Demokratische Republik gegründet. Ende Juni 1950 fand in  West-Berlin der antikommunistische Kongreß für kulturelle Freiheit statt.

## Ablauf

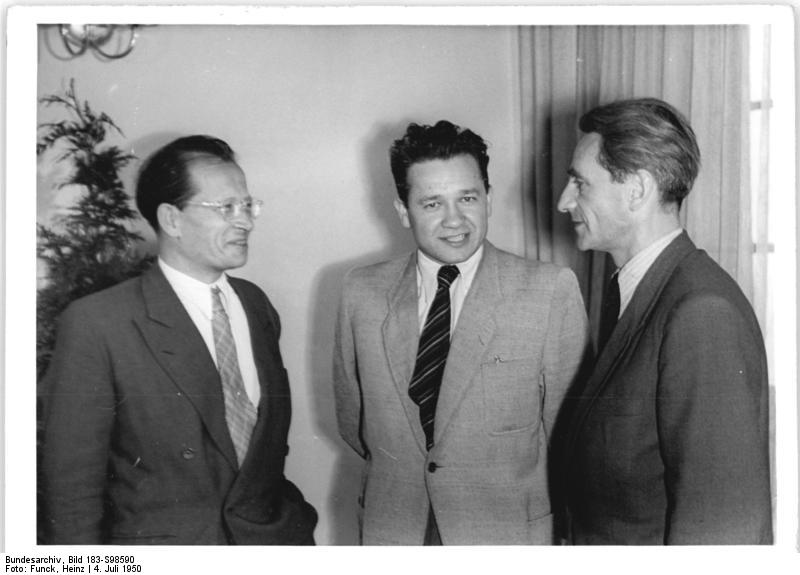
Wolfgang Joho mit den polnischen Schriftstellern Tadeusz Borowski und Mieczysław Jastrun (von links nach rechts)

Am 4. Juli 1950 begann der Deutschen Schriftstellerkongreß im Pressezentrum nahe dem Bahnhof Friedrichstraße, der vom Kulturbund zur demokratischen Erneuerung Deutschlands organisiert wurde. Zu ihm kamen  zahlreiche Autoren aus der DDR, Bertolt Brecht war aber nicht dabei. Zu den Gästen gehörte eine fünfköpfige Delegation aus der Sowjetunion unter der Leitung von Nikolai Tichonow,  Vladimir Pozner aus Frankreich und der West-Berliner Verleger Ernst Rowohlt.
Der Kulturminister Johannes R. Becher eröffnete den Kongress, es folgten Grußworte von Ministerpräsident Otto Grotewohl und dem Präsidenten des sowjetischen Schriftstellerverbandes Nikolai Tichonow, sowie ein Referat von Arnold Zweig. Danach gab es weitere Reden. In einem Diskussionsbeitrag lobte der junge FDJ-Autor Stephan Hermlin den Verleger Ernst Rowohlt, der für eine Verständigung zwischen west- und ostdeutscher Literatur eintrete.
Am 6. Juli wurden die ausländischen Gäste von DDR-Präsident Pieck in dessen Amtssitz empfangen.
An diesem Tag wurde auch der erste Vorstand des neu gegründeten Schriftstellerverbandes gewählt. Die Abschlussrede hielt Bodo Uhse.